# Me 163戰鬥機
Me 163戰鬥機是德國於二次世界大戰時唯一進入服役以液体火箭為動力的攔截機，也是參戰各國當中唯一服役的例子。

## 設計特點
Me 163的機身設計，在無動力狀態時，是一架無水平尾翼滑翔機。機身粗短，在機頭有一個連接風力發電機的無動力小螺旋槳，當它飛行時會被流過機身的氣流帶動而轉動從而產生提供全機的電力，包括为装备的两门MK108机炮供电（由于该机炮使用电击发原理）。机身中段设置内外套管的大容量燃料罐，外管装载氧化剂（1550公斤过氧化氢水溶液）内管装载还原剂（468公斤甲醇），因此较同期飞机粗短。机身后段液体火箭发动机有大小两个反应室，通过开闭和切换可改变推力和工作时间，但总的来说，其2吨燃料平均仅可维持约7.5分钟有动力飞行。

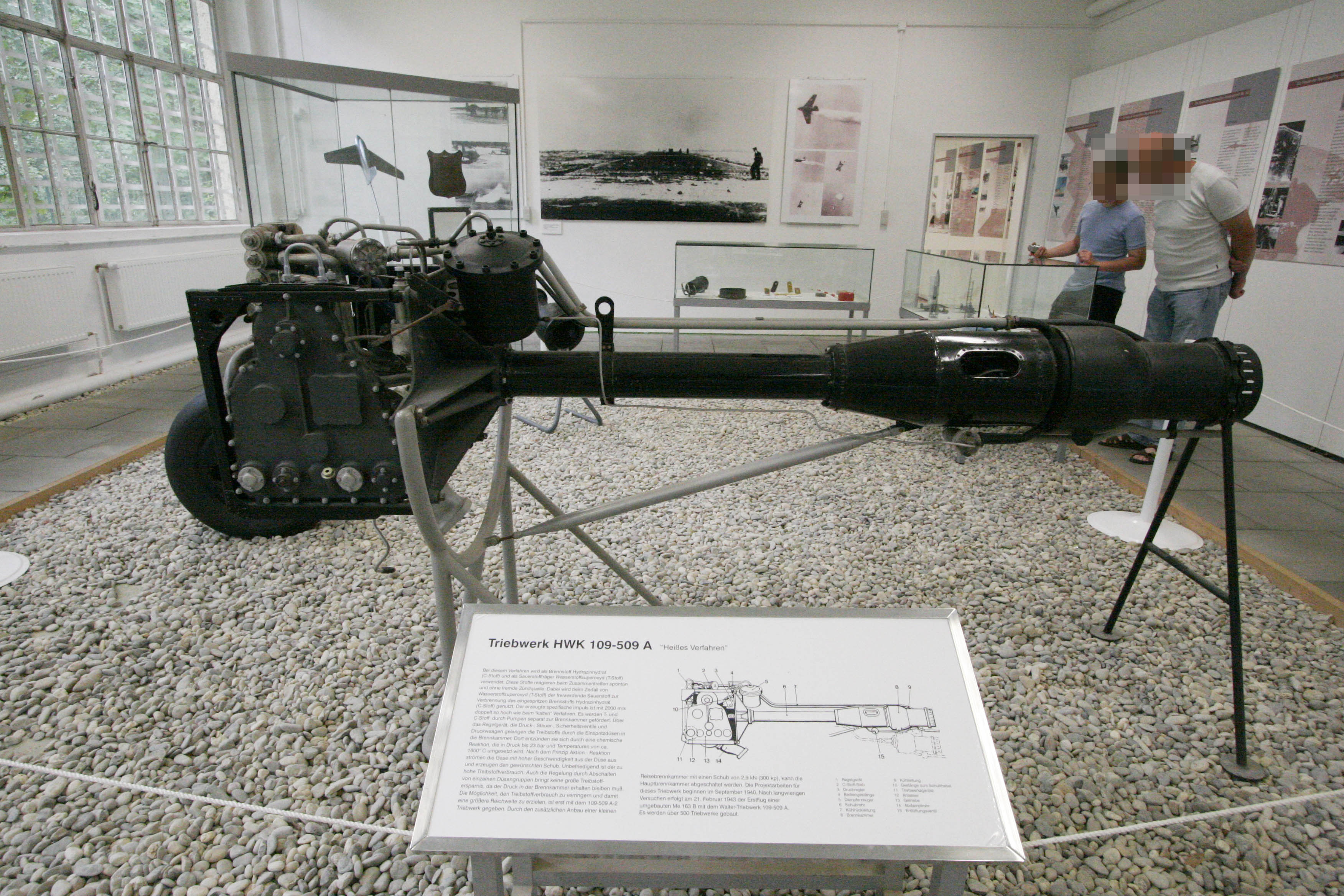
Me 163火箭發動機

Me 163使用非常高毒性和腐蝕性的兩種液體作為火箭發動機的燃料，主要是甲醇和過氧化氫的化學反應從而生成向後噴射的水蒸汽，產生向前的反作用力，其化學方程式如下:
CH3OH(aq)+2H2O2(aq)  →  H2(g)+CO2(g)+3H2O(g)
因燃料特殊，反应室并无燃烧的高温，能量密度却远低于通常的液氧燃料火箭，其火箭發動機推力雖大但是持續作用時間很短。
這兩種化學劑都很危險，若互相化合的份量略為過多都會引起大爆炸，甲醇又會揮發從而在駕駛艙積聚成毒氣，故飛行員需全程戴上氧氣面罩，除了供氧還防止吸入有毒的甲醇氣體，Me 163和其他飛機最大的差異之一就是在攔截轟炸機之後到降落為止多半是處於燃料用罄的滑翔階段。

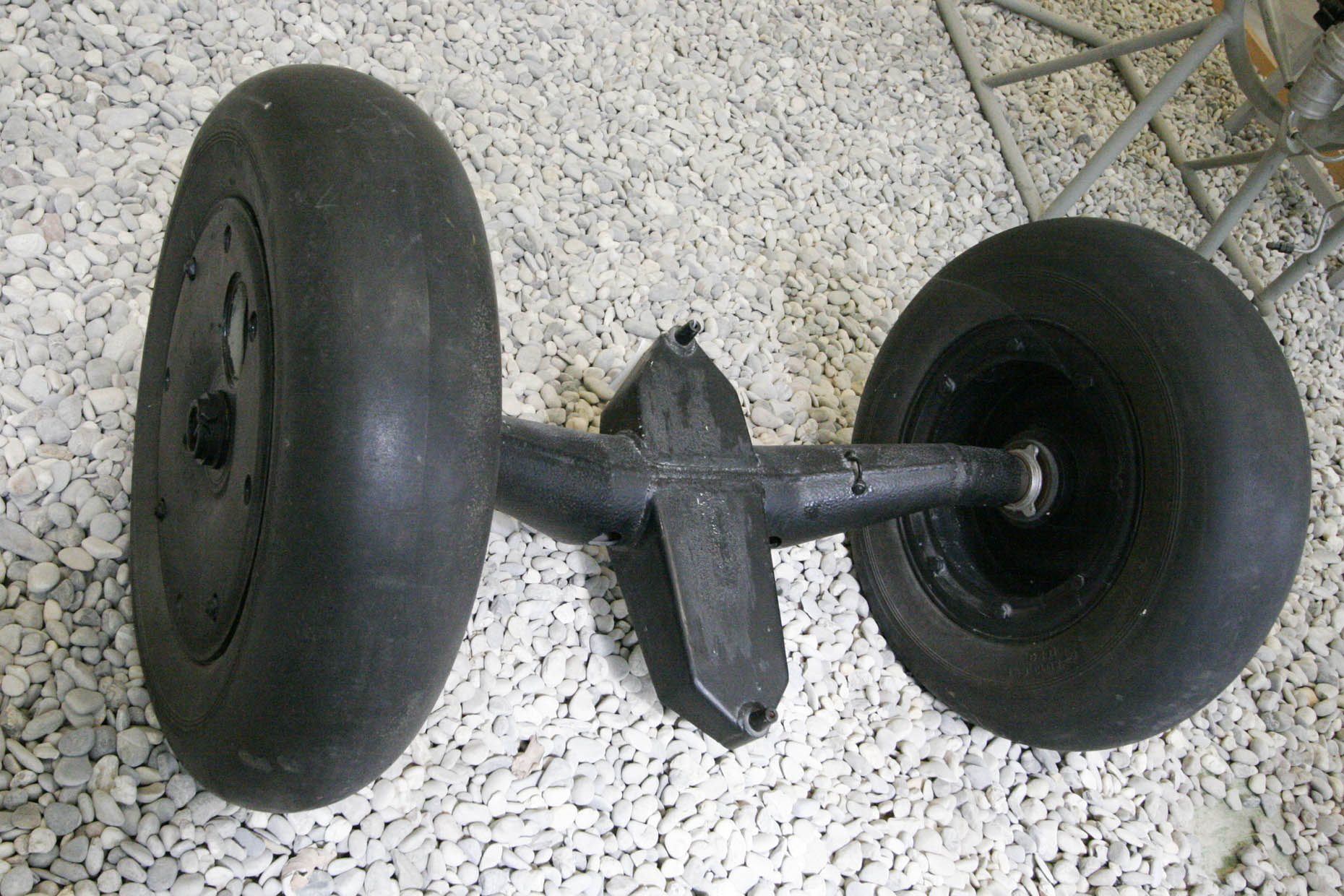
Me 163的可棄式車輪

Me 163的起飛是依靠在機身下的可棄式車輪在跑道上滑行，當其速度達到可以起飛時要把車輪掉下，但也发生过車輪從地上反彈擊中在半空的Me 163的事故，而當要降落時卻要依靠在機身下的滑板滑行，這時也要飛行員小心平衡戰機以免出意外，但仍然發生過在降落時因為衝力過猛而令載著過氧化氫的箱破裂，過氧化氫流到駕駛艙把飛行員灼伤的慘劇。
Me 163在左右翼根處各安裝一門30毫米口徑MK-108航空機炮，兩門機砲各有60發彈藥，對於轟炸機的破壞力相當強。然而，Me 163的高速縮短飛行員的瞄準時間，30毫米彈頭也需要累積命中數發才有機會擊落諸如B-17一類的大型目標，因此Me 163的機炮實際效果有限。
Me 163主要为战争末期招收的缺乏空战经验的新飞行员设计。盟军早期缺乏合适的远程战斗机时，在无护航機的情況下，只能靠密集且大量的機砲充當自卫火力。而如此薄弱的防空火力效果十分有限，甚至在對付Bf-109这种心理效果遠大於實際威脅的敵人时，還有發生過误伤友軍的情形；且轟炸機下方的火力極弱，上方的火力也不強。因此航程短的Me 163只部署在盟军昼间轰炸机群的必经之路上，在轰炸机群通过时飞至机群下方，然后以其达81米/秒的爬升速率（P 47、P 51的5倍，Me 262的3.5倍）高速跃升，在从下方向上高速穿过机群时有1次射击机会，在到达高空转入俯冲后，又有1次自上而下高速穿过机群的射击机会；因此每次出击最多可攻击轰炸机群2次，随即燃料告罄需滑翔降落；盟军远程护航的螺旋桨战机此时有机会攻击失去动力的Me 163。Me 163的高爬升率使飞行员在攻击时不必考虑敌方战机的追击以及轰炸机群对上下方贫弱的火力，只须集中精力将火炮瞄准盟军轰炸机。因其战果有限，后德国在战争的最后1年又开发了固液火箭混合的Ba 349，亦采用这种战术，垂直发射，其爬升速率达到当时惊人的190米/秒，但航程更短且数量稀少，未有确定战果。

## 主要型號
- Me 163A

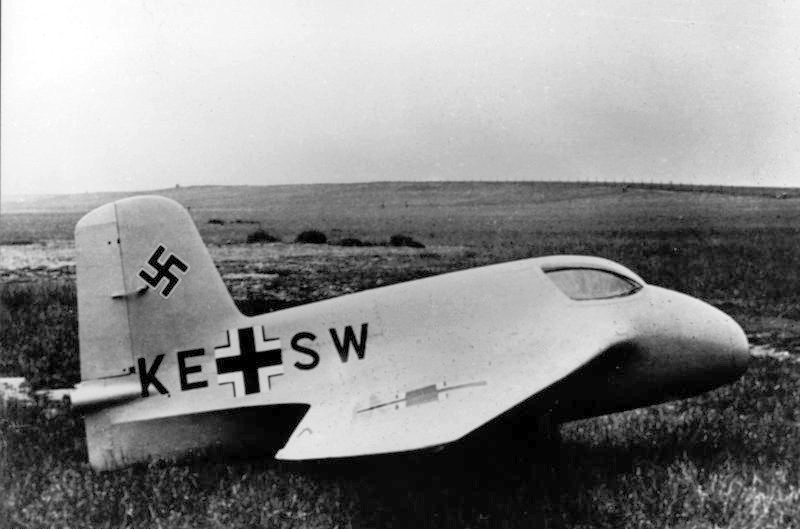
Me 163A

Me 163A是Me 163當中的原型機，由DFS 194滑翔機加上火箭發動機的實驗機型，由此進一步發展出Me 163B
- Me 163B

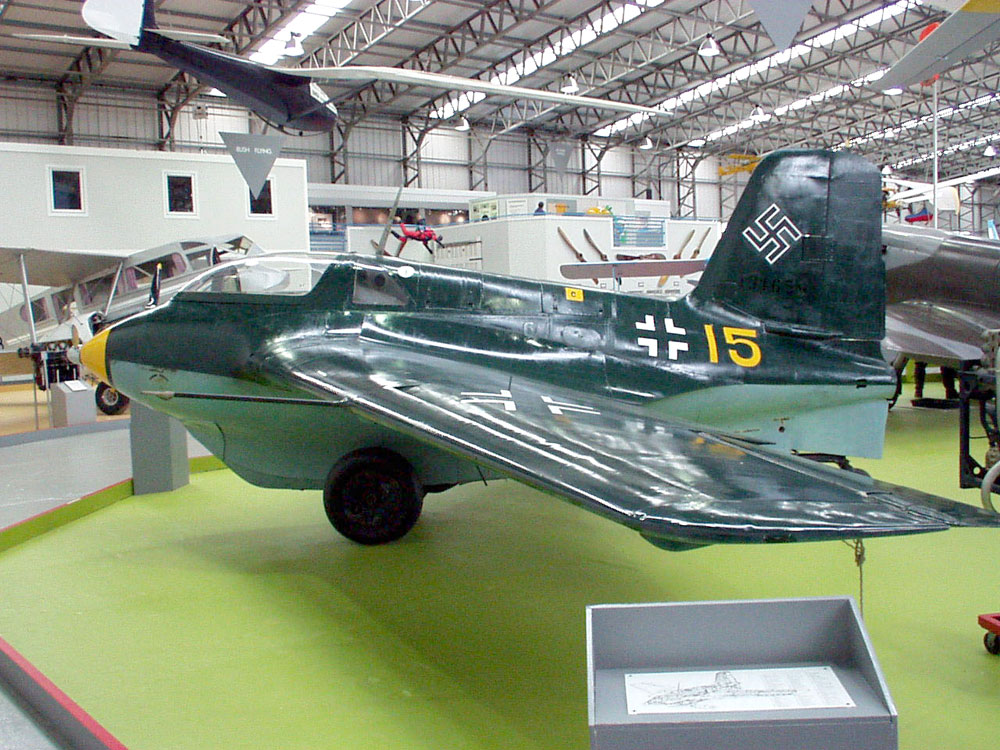
Me 163B

Me 163B是Me 163當中唯一的量產和參戰型，本文所講幾乎都以Me 163B為主
- Me 163C

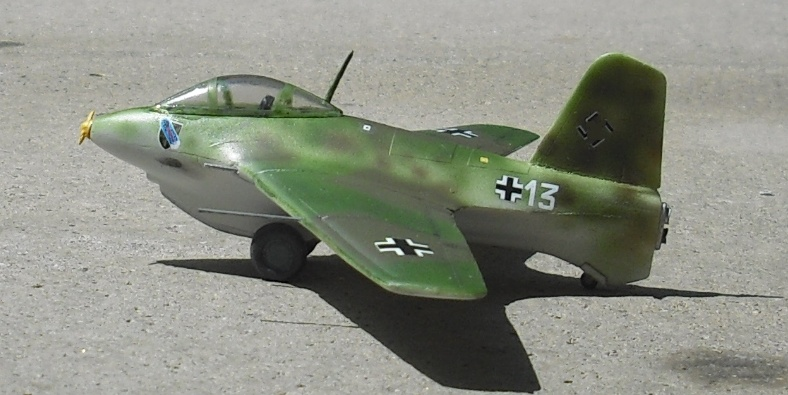
Me 163C

Me 163C是Me 163B的改良型，機翼下有助推火箭作為起飛時的動力，當到達所需高度後把助推火箭掉下，改為用本身的火箭發動機推動，Me 163C的機身較長以能載更多燃料去改善原本航程短的缺點，Me 163C的火箭發動機由原本的單噴嘴改為雙噴嘴，上方的主噴嘴推力是17kN而下方的副噴嘴為3kN，但Me 163C祗生產了3架，因為要生產Me 163D
- Me 163D

把Me 163改為採用可收放式起落架並最終發展成為Ju 248/Me 263戰鬥機

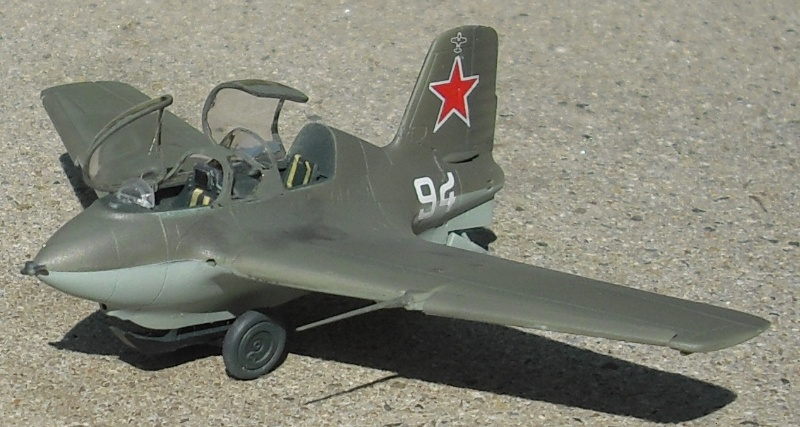
Me 163S

- Me 163S

Me 163B的雙座教練機型

## 作戰經歷
德國是唯一使用火箭戰鬥機的國家，也是唯一利用火箭戰鬥機攔截轟炸機的參戰國，但卻不是唯一使用火箭飛機的參戰國，日本也有類似的MXY-7櫻花特別攻擊機作為神風特攻隊自殺攻擊用，而樱花机使用3支固体火箭，每支一旦点燃即不可调，因此飞行员通过选择各火箭的点火时机维持巡航飞行或末端冲刺。Me 163的高速與火箭發動機產生的煙霧效果，在剛出現於戰場時給美國轟炸機與護航的戰鬥機帶來很高的震撼與心理壓力。在速度上，當時盟軍最快的戰鬥機即使位於最佳的位置也無法追得上高速通過編隊的Me 163，更不用提還能將距離拉近到可以射擊的程度。
稍後透過戰場上的情報和經驗，美軍發現Me 163的速度雖高，可是滯空時間很短，爬升通過轟炸機編隊之後就得要俯衝脫離，以無動力滑翔返回基地降落。尤其是在進入降落階段，這時候Me 163無法進行閃躲或者是以速度避開美軍戰鬥機的攻擊。美軍採取數種策略對付Me 163的威脅：
1. 不在Me 163還有動力的時候追擊。
2. 追蹤返航的Me 163，在無動力的階段進行攻擊。
3. 在Me 163出現的空域附近的機場上空等待並且攻擊降落的飛機。
4. 轟炸機在規劃航線的時候避開操作火箭戰鬥機的機場空域，使得Me 163因為欠缺航程而無法攔截。

Me 163對於盟軍的心理效果遠大於實際上的威脅，到了1945年德國空軍一共有300架Me 163部署於各地的機場，多由缺乏经验的新飞行员操作，Me 163的高速使其任务简化，但射击命中率仍很成问题。只有JG 400的第一大隊能夠與敵人接觸，他們的戰果是擊落9架至18架轟炸機（1架满员的B 17有10名机组成员），自身損失14架。因Me 163通常被部署在柏林外围，当盟军轰炸机抵近时担任首轮攻击，盟军战斗机通常为节省燃料和弹药以备在抵近柏林或德累斯顿等主要城市时，对付干扰轰炸的正规德国空军，通常不去追击耗尽燃料和弹药的Me 163。但因其通常没有足够燃料可飞回机场，而是在野外以机腹滑橇着陆，Me 163更多损失于降落时的事故，對駕駛它的飛行員的危險遠大於敵方战斗機。

## 参数
- 乘員:1人
- 全長:5.85公尺
- 翼展:9.4公尺
- 機高：2.76公尺（加上起飛輪架）
- 翼面積:18.50平方公尺
- 空重:1500公斤
- 最大起飛重:4310公斤
- 滯空時間:7分30秒
- 最大空速:890公里/時
- 實用升限:12600公尺
- 爬升率:160公尺/秒

Me 163三視圖

- 發動機:一具華特HWK 509A-1/A-2火箭發動機
- 最大出力:16.67kN
- 武裝:2挺MK108機砲/2门MG151/20机炮（B0型）/4门MG151/20机炮（B0携带额外吊舱）

## 使用國家
- 納粹德國

- 日本

秋水火箭機

日本以由潛艇運來有關Me 163的資料與實物(運送途中隨潛艇沉沒)仿製出J8M秋水火箭機，但還未試飛成功就向同盟國無條件投降

## 外部連結
- Me 163彗星 （页面存档备份，存于）

- 掃把星Me 163 （页面存档备份，存于）